# Eino Aukusti Leino
Eino Aukusti Leino (ur. 7 kwietnia 1891 w Kuopio, zm. 30 listopada 1986 w Tampere) – fiński zapaśnik. Wielokrotny medalista olimpijski.
Walczył w stylu wolnym. Pierwszy – złoty – medal olimpijski zdobył w 1920. Na kolejnych olimpiadach trzykrotnie stawał na podium. Przez wiele lat mieszkał w Stanach Zjednoczonych, zostawał nawet mistrzem tego kraju, jednak na igrzyskach występował w barwach Finlandii. 

## Starty olimpijskie
Antwerpia 1920
- styl wolny do 75 kg - złoto

Paryż 1924
- styl wolny do 72 kg - srebro

Amsterdam 1928
- styl wolny do 66 kg - brąz

Los Angeles 1932
- styl wolny do 72 kg - brąz